# Rychta (Hlubočky)
Bývalá dědičná rychta v Hlubočkách v okrese Olomouc ve stejnojmenném kraji je zapsána od roku 1958 pod číslem 17019/8-2635 na ústředním seznamu nemovitých kulturních památek. Stojí v dominantní poloze nad někdejší návsí (nyní náměstí Družby) a rovněž velikost budovy vypovídá o jejím významu.
Památkově chráněný objekt není narušen moderními stavebními úpravami, avšak náves sama není zachována celá. Po vysídlení německých obyvatel byly některé místní statky pro nepotřebnost strženy. Nejstarší jádro vsi vzniklo při potoku Hluboček, který přitéká z Oderských vrchů a při povodních opakovaně ohrožoval níže stojící domy. Hluboček ústí zleva do Bystřice, která rovněž bývala nebezpečná zvláště při jarním tání. Hlubočky patřily k bystřickému panství (Velká Bystřice). V berních rejstřících z let 1516 a 1538 se nejmenují představitelé obce (rychtář a konšelé).

## Popis objektu
Volně stojící jednopatrová budova je ukázkou barokní lidové architektury z přelomu 18. a 19. století. Průčelí budovy je v obou podlažích rozčleněno třemi řadami oken, na boční fasádě je pět okenních os. Vstup do bývalé rychty je ze dvora. Areál někdejší usedlosti doplňují objekty hospodářského zázemí. Dům dnes slouží soukromým majitelům jako obydlí.

## Další informace
Rychta se nachází cca 35 metrů od pravého břehu potoka Hluboček.